# Henry Abbey

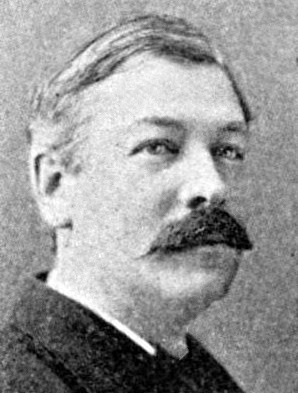
Henry Abbey

Henry Abbey (* 11. Juli 1842 in Rondout (heute Teil von Kingston, New York); † 7. Juni 1911 in Tenafly, New Jersey) war ein US-amerikanischer Dichter.

## Leben
Henry Abbey war ein Sohn von Stephen Abbey, einem Händler von Agrarprodukten, und Caroline, geb. Vail sowie ein Nachfahre des schottischen Reformators John Knox. Seine Eltern konnten ihm den Besuch des Hedding Institute und des Hudson River Institute im Bundesstaat New York ermöglichen, doch um 1859 eingetretene finanzielle Schwierigkeiten seines Vaters vereitelten das von ihm erhoffte Studium an einer Hochschule. Immerhin studierte er einige Zeit bei dem bekannten Juristen John Norton Pomeroy und praktizierte kurzzeitig in Rochester (New York) als Anwalt. 1862 arbeitete er als stellvertretender Redakteur beim Rondout Courier und anschließend als Angestellter im Büro des New York Leader sowie 1863 als Redakteur des Orange, New Jersey, Spectator. Danach kehrte er in seinen Geburtsort Rondout zurück, wo er seitdem meist lebte. Hier war er von 1864 bis 1865 als Bankkassier tätig und stieg 1866 in das von seinem Vater und Bruder betriebene Geschäft ein, wo er als Mehl- und Getreidehändler arbeitete. 1865 heiratete er Mary Louise Dubois von Kingston († 3. November 1889); die Ehe blieb kinderlos. Zur Behandlung seiner Herzkrankheit begab er sich kurz vor seinem Tod in ein Sanatorium in Tenafly, New Jersey, starb dort aber am 7. Juni 1911 im Alter von knapp 69 Jahren.
In seiner Freizeit verfasste der als freundlich, großzügig und bescheiden beschriebene Abbey Gedichte, dachte aber nie ernsthaft daran, seinen Lebensunterhalt als Schriftsteller zu verdienen. Literarische Anregungen erhielt er in der New Yorker Shakespeare Society und im Authors Club. Zu seiner Zeit waren seine Werke nicht nur in Amerika relativ bekannt, sondern wurden auch in England wohlwollend aufgenommen. Vor allem seine frühen Gedichte erreichten aufgrund ihrer Schlichtheit und Rhythmik Popularität und fanden Aufnahme in Zeitschriften und teilweise auch in Schullektüren. Sie sind didaktisch geschrieben und vom Stolz auf sein Land und vom Geist der Demokratie durchdrungen.

## Werke
- May Dreams, 1862
- Ralph and Other Poems, 1866
- Stories in Verse, 1869
- Ballads of Good Deeds, 1872
- Poems, 1879
- The City of Success and Other Poems, 1884
- Bright Things from Everywhere, Poems, Paragraphs, Wit and Wisdom selected by Henry Abbey, 1888
- Phaëton, 1901
- Dream of Love, 1910